# Григорьян, Камсар Нерсесович
Камса́р Нерсе́сович Григорья́н (з.-арм. Կամսար Ներսէսի Գրիգորեան, в совр. орф. Կամսար Ներսեսի Գրիգորյան; 1 апреля 1911, д. Гандза, Ахалкалакский уезд, Тифлисская губерния, Российская империя ― 16 июня 2004, Санкт-Петербург) — советский армянский учёный-литературовед, доктор филологических наук, профессор.

## Биография
Родился 1 апреля 1911 года в деревне Гандза, Ахалкалакский уезд, Тифлисская губерния, Российская империя.
Учился в начальной школе в Грузии. В возрасте 16-ти лет стал заведовать Кушкинской бытовой школой.
В 1925 году начал работать специальным корреспондентом газеты «Пролетар», органа ЦК ВКП(б) Грузии.С 1929 по 1931 год работал ответственным секретарём армянской секции молодых писателей Ассоциации пролетарских писателей Грузинской ССР. Одновременно был внештатным сотрудником секции языка и литературы Института кавказоведения Академии наук СССР.
В 1931 году поступил в Ереванский государственный педагогический институт. В том же году поступил в Ленинграде ещё и в аспирантуру Академии наук СССР.
В 1934 году перевёлся в аспирантуру Ленинградский институт истории, философии и лингвистики (ЛИФЛИ). В том же году начал работать в Архиве Института русской литературы, сначала в должности научного сотрудника второго разряда по договору, затем зачислен младшим научным сотрудником в штат. В архиве заведовал фондами Рукописного отдела, обрабатывал архивы 2-й половины XIX — начала XX века.
Окончив аспирантуру в июне 1935 года, в октябре того же года в ЛГУ защитил диссертацию на тему «Литературные взгляды Щедрина» с присвоением ему учёной степени кандидата филологических наук, в 1939 году стал старшим научным сотрудником. Член ВКП(б) с 1941 года.
С началом Великой Отечественной войны 1 июля 1941 года вступил добровольцем в народное ополчение. Затем был политработником на Ленинградском и 2-м Дальневосточном фронтах.
В 1946 году, после демобилизации, Григорьян снова был принят в Институт русской литературы (ИРЛИ) младшим научным сотрудником Рукописного отдела, с 1948 года — старший научный сотрудник. С 1950 по 1970 год работал преподавателем в Ленинградском государственном университете.
В 1953 году защитил диссертацию на соискание учёной степени доктора филологических наук на тему «Из истории русско-армянских культурных связей X—XVII веков». В 1966 году назначен заместителем директора Института русской литературы. Проработал в этой должности до 1970 года.
В 1980 году стал заведовать рукописным отделом. С 1986 года работал ведущим научным сотрудником и консультантом отдела новой русской литературы. Написал около 200 научных работ, в том числе 12 книг и монографий. Подготовил к изданию в России сборники стихов и поэм армянских поэтов: Аветика Исаакяна, Ованеса Туманяна, Ваана Терьяна, Александра Цатуряна.
Член Союза писателей СССР, член Союза писателей Санкт-Петербурга. В 1991 годы вышел на заслуженный отдых.
Умер 16 июня 2004 года в Санкт-Петербурге.

## Награды
- Орден Отечественной войны II степени;
- Орден Красной Звезды;
- Орден Дружбы народов;
- Медаль «За оборону Ленинграда»;
- Медаль «За победу над Германией в Великой Отечественной войне 1941—1945 гг.»;
- Медаль «За победу над Японией»;
- Медаль «За трудовую доблесть»[2].